# 摩斯拉對哥吉拉
《摩斯拉對哥斯拉》是1964年4月29日上映的日本電影，哥斯拉系列電影的第4部作品，日本觀眾人數達到720萬人。

## 劇情概要
第八號颱風侵襲日本，使得剛完工的倉田濱開發區造成巨大損失，每朝報社記者酒井和純子前去採訪，可是每朝報社的組長突然接到在靜之浦出現不明巨蛋的消息，盡速招回二人並轉移陣地，正當三浦博士還在解開這顆巨蛋的謎底時，快樂集團的熊山卻以122萬4560日圓的價格向當地居民買下那顆巨蛋的所有權，而熊山和背後出資的虎畑正準備要進行宣傳展覽巨蛋的活動時，守護巨蛋的小美人卻前來對兩人發出警告，不過兩人卻不以為然。
原來小美人是摩斯拉的守護者，她們告訴酒井、純子和三浦博士說這顆巨蛋這是摩斯拉的蛋，要求人類盡速歸還，否則蛋裡面的摩斯拉幼蟲出生，恐怕會造成不小的災害。另一方面倉田濱突然出現哥吉拉，破壞了四日市和名古屋之後遂之朝著摩斯拉的蛋前去，酒井等人前去英凡島請求摩斯拉幫忙，一開始遭到小美人拒絕，但摩斯拉似乎察覺到蛋有危險，於是答應會前去幫忙。
哥吉拉朝著摩斯拉巨蛋的展覽區逼近，走投無路的熊山找上了虎畑並企圖奪走其櫃子裡的現金，此時虎畑看見哥吉拉朝著旅館方面前來，為了逃命而將熊山槍殺，但虎畑還是在哥吉拉破壞旅館時逃生不及被壓死，眼看哥吉拉就要對巨蛋下手，這時摩斯拉趕到，為了保護自己的蛋，摩斯拉與哥吉拉展開決戰，混戰之中摩斯拉中了哥吉拉的熱線攻擊而敗陣，最後摩斯拉因體力耗盡不敵而亡。
自衛隊決定使用電擊作戰消滅哥吉拉，結果作戰皆告失敗，哥吉拉突破了防線朝著村莊的方向前去。另一方面小美人決定喚醒巨蛋裡的摩斯拉幼蟲，在小美人歌聲祈求之下巨蛋孵化，而且孵化出來的幼蟲還是對雙胞胎，小美人讓其前去反擊哥吉拉，哥吉拉被雙胞胎幼蟲雙面夾擊，幼蟲吐出的絲將哥吉拉緊緊捆繞，使得哥吉拉不敵最後跌落海中，哥吉拉終於遭到摩斯拉的子孫所擊敗。

## 登場怪獸
- 怪獸王 哥吉拉
- 巨蛾 摩斯拉（成蟲／幼蟲）

## 演員
- 酒井市郎：寶田明
- 中西純子：星由里子
- 三浦博士：小泉博
- 中村二郎：藤木悠
- 熊山：田島義文
- 虎畑次郎：佐原健二
- 每昭新聞社會部長：田崎潤
- 小美人：ザ・ピーナッツ

## 製作人員
- 監製：田中友幸
- 劇本：關澤新一
- 音樂：伊福部昭
- 製作：清水雅
- 攝影：小泉一
- 導演：本多豬四郎
- 特技導演：圓谷英二
- 特技攝影：有川貞昌、富岡素敬
- 哥吉拉：中島春雄、手塚勝巳